# Jean Bazin (homme politique mort en 1802)
Pour les articles homonymes, voir Jean Bazin et Bazin.
Jean Bazin est un politicien français né à Saint-Julien-du-Sault le 11 mai 1736 et décédé à Poilly-lez-Gien le 3 mai 1803,.

## Biographie
Jean Bazin naît le 11 mai 1736 à Saint-Julien-du-Sault dans l'Yonne.
Avocat à Gien (Loiret), il est député du tiers état aux États généraux de 1789 de Versailles pour le bailliage de Gien.
Il devient administrateur du département du Loiret en 1791 puis est élu député au conseil des Cinq-Cents le 24 germinal an VI.
Rallié au coup d'État du 18 Brumaire, il devient juge suppléant au tribunal civil de Gien.
Jean Bazin meurt sous le Premier Empire le 3 mai 1803 à Poilly.